# Saint-Goazec
Saint-Goazec (Sant-Wazeg) là một xã của tỉnh Finistère, thuộc vùng Bretagne, miền tây bắc Pháp.

## Dân số
Người dân ở Saint-Goazec được gọi là Saint-Goaziens.